# الكويت في الألعاب البارالمبية الصيفية 2012

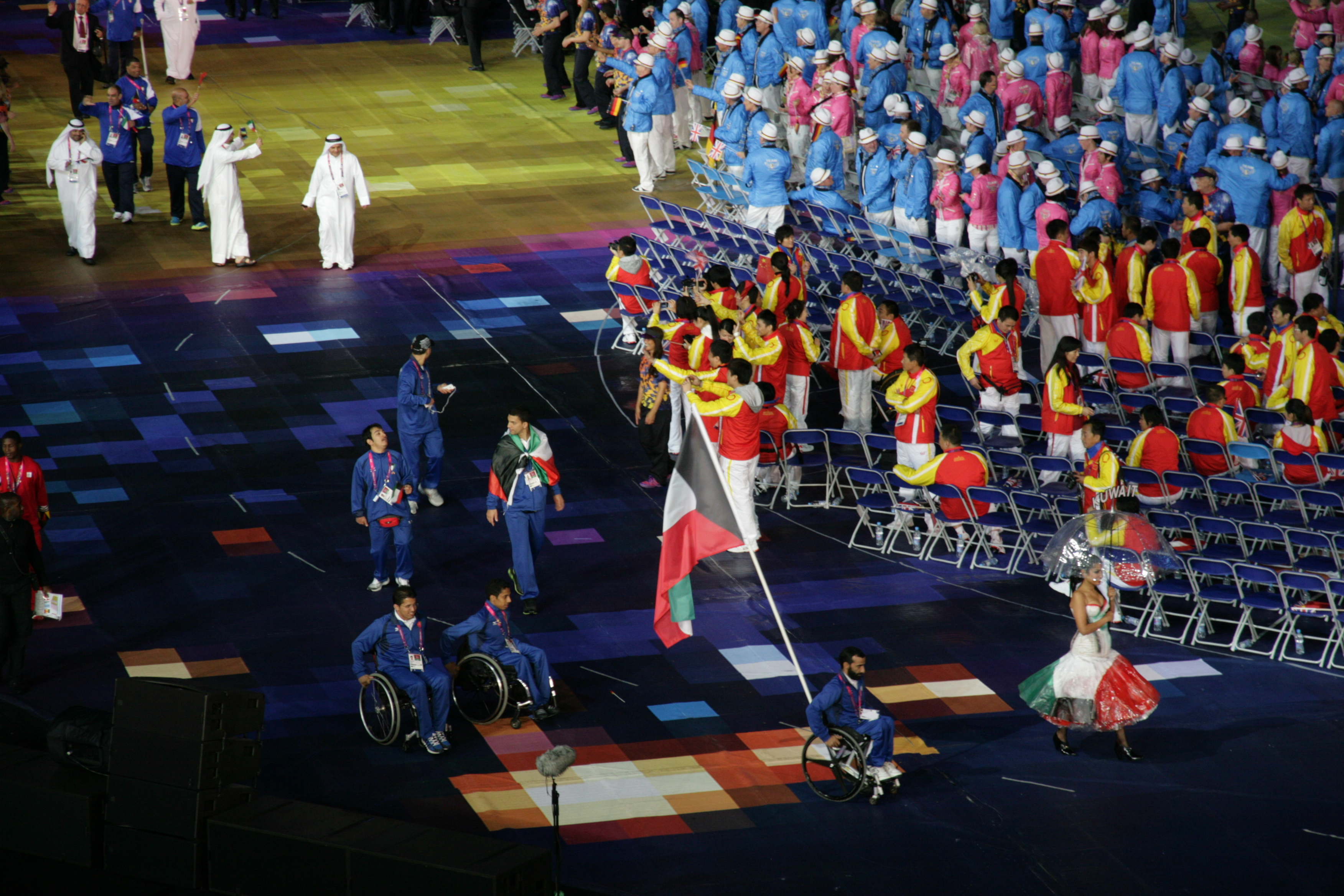
فريق الكويت البارالمبي في حفل افتتاح لندن 2012.

شاركت الكويت في الألعاب البارالمبية الصيفية 2012 في لندن، المملكة المتحدة في الفترة بين 29 أغسطس إلى 9 سبتمبر 2012. 

## ألعاب القوى
سباقات المضمار والطرق للرجال
| رياضي        | حدث         | حرارة | حرارة | أخير     | أخير     |
| رياضي        | حدث         | نتيجة | رتبة  | نتيجة    | رتبة     |
| ------------ | ----------- | ----- | ----- | -------- | -------- |
| حمد العدواني | 100 متر T53 | 15.62 | 4 س   | 15.47    | 7        |
| حمد العدواني | 200 متر T53 | 26.67 | 2 س   | 26.50    | 6        |
| حمد العدواني | 400 متر T53 | 51.35 | 2 س   | 52.04    | 8        |
| أحمد المطيري | 100 متر T34 | 17.67 | 5     | لم يتقدم | لم يتقدم |
| أحمد المطيري | 200 متر T34 | 31.02 | 4     | لم يتقدم | لم يتقدم |

مسابقات ميدانية للرجال
| رياضي          | حدث              | مسافة | نقاط | رتبة |
| -------------- | ---------------- | ----- | ---- | ---- |
| أحمد المطيري   | رمي الرمح F33-34 | 17.34 | —    | 15   |
| عبدالله الصالح | رمي الجلة ف46    | 13.10 | —    | 8    |
| محمد ناصر      | رمي الجلة ف32-33 | 7.95  | 800  | 6    |
| ناصر صالح      | رمي الجلة ف32-33 | 7.46  | 639  | 11   |

## مبارزة الكراسي المتحركة
الرجال
| الرياضي       | المسابقة           | مرحلة المجموعات             | مرحلة المجموعات          | مرحلة المجموعات | الدورة 16      | الربع النهائي  | دوري النصف النهائي | النهائي        | النهائي |
| الرياضي       | المسابقة           | نتيجة المواجهة              | نتيجة المواجهة           | رتبة            | نتيجة المواجهة | نتيجة المواجهة | نتيجة المواجهة     | نتيجة المواجهة | الرتبة  |
| ------------- | ------------------ | --------------------------- | ------------------------ | --------------- | -------------- | -------------- | ------------------ | -------------- | ------- |
| عبد الله حداد | المبارزة الفردية أ | توكاتليان ‏ (فرنسا) · L 1-5  | ماكوسكي (بولندا) · L 3-5 | 12              | لا تقدم        | لا تقدم        | لا تقدم            | لا تقدم        | لا تقدم |
| عبد الله حداد | المبارزة الفردية أ | وونغ (هونغ كونغ) · W 5-1    | يي (الصين) · L 1-5       | 12              | لا تقدم        | لا تقدم        | لا تقدم            | لا تقدم        | لا تقدم |
| عبد الله حداد | المبارزة الفردية أ | ديمتشوك ‏ (أوكرانيا) · W 5-3 |                          | 12              | لا تقدم        | لا تقدم        | لا تقدم            | لا تقدم        | لا تقدم |